# Sericosema
Sericosema là một chi bướm đêm thuộc họ Geometridae.